# Corinna Müller
Corinna Müller (* 1966 in Bietigheim-Bissingen) ist eine deutsche Kriminalbeamtin und Autorin.

## Leben
Nach ihrem Schulabschluss war sie als Kriminalbeamtin des Landes Baden-Württemberg tätig. Ihr Beruf führte sie unter anderem nach Heilbronn, Künzelsau und Ludwigsburg. Dabei bearbeitete sie in erster Linie Jugend- und Sexualdelikte, Brandfälle, Verstöße gegen das Betäubungsmittelgesetz sowie Tötungsdelikte. Müller ist verheiratet und hat einen Sohn. Sie lebt mit ihrer Familie im Landkreis Heilbronn.
Als Kriminalbeamtin a. D. begann sie zunächst mit Genealogie. In diesem Zusammenhang war sie einige Zeit im Vorstand des Genealogenvereins Nordwürttemberg aktiv und forschte mitunter in Kirchenbüchern. Zudem recherchiert sie in den so genannten Malefizakten der württembergischen Archive, unter anderem im Hauptstaatsarchiv Stuttgart und dem Staatsarchiv Ludwigsburg, aber auch in zahlreichen Stadtarchiven. Der von ihr untersuchte Zeitraum umfasst vornehmlich die Jahrhunderte ab der Frühen Neuzeit bis zur Zeit der Aufklärung.
Auf der Grundlage dieser Recherchen entstanden bisher mehrere Publikationen, unter anderem verschiedene Artikel, die Müller für Schönes Schwaben vom Silberburg-Verlag und für die Ludwigsburger Kreiszeitung verfasst hat.
In ihren Veröffentlichungen verbindet Müller historische Quellen mit wissenschaftlichen Fakten und menschlichen Empfindungen. In ihren Werken geht sie insbesondere auf die Rechtsprechung der Württemberger jener Zeit, deren Sicht- und Lebensweise, Berufswelten, Brauchtum und Rituale näher ein.
Müller gibt Interviews zur Kriminalgeschichte Württembergs in Radio und Fernsehen, wie zum Beispiel SWR4, BW Family.tv und Regio TV. Außerdem hält sie Lesungen ihrer Werke.

## Werke (Auswahl)
- Corinna Müller: Um Kopf und Kragen. Historische Kriminalfälle der Frühen Neuzeit im heutigen Württemberg. Verlag Regionalkultur, Ubstadt-Weiher/Heidelberg/Neustadt a.d.W. 2012, ISBN 978-3-89735-698-6, S. 214.
- Corinna Müller: Verurteilt. Historische Kriminalfälle aus Alt-Württemberg. Sutton Verlag, Erfurt 2014, ISBN 978-3-95400-409-6, S. 120.